# 1860년 미국 하원의원 선거
1860년 미국 하원의원 선거는 1860년 미국에서 치러진 하원의원 선거로, 같은 해 치러진 대선에서 에이브러햄 링컨 당선에 힘입어 공화당이 과반수를 차지하였으나, 이에 반발한 남부 주들의 연방 탈퇴와 남북전쟁으로 이어진다

## 선거 결과
| 정당       | 의석수 |
| ---------- | ------ |
| 공화당     | 108석  |
| 민주당     | 44석   |
| 입헌통일당 | 30석   |
| 무소속     | 1석    |
| 합계       | 183석  |